# Mirabai

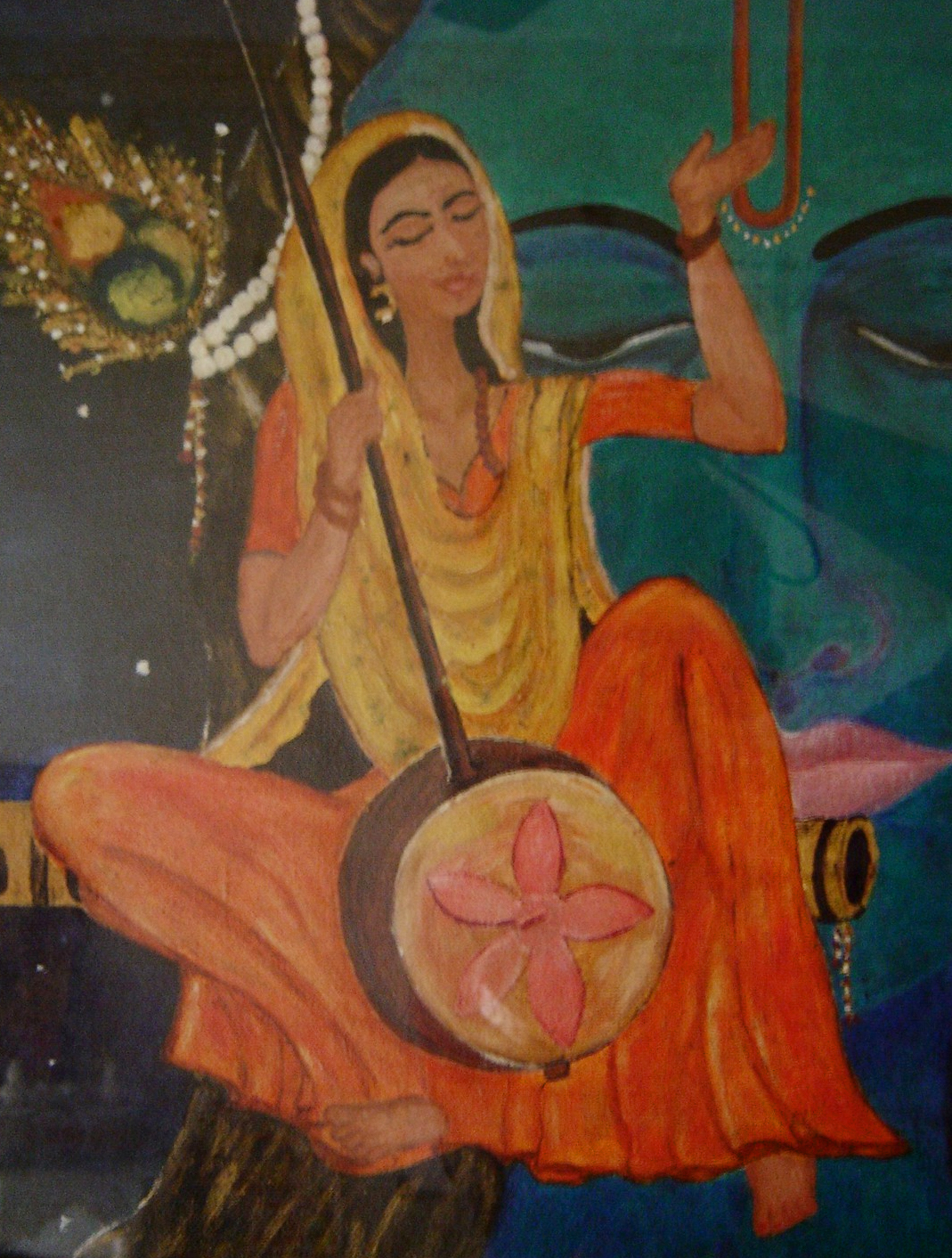
Mirabai

Mirabai (Devanagari: मीराबाई, Mīrābāī; * um 1498; † 1546) war eine indische Mystikerin und Dichterin. Ihre ganz persönlich gehaltenen ekstatischen Liebes-, Preis- und Klagelieder sind durch die Jahrhunderte lebendig geblieben und werden noch heute auf dem indischen Subkontinent von Hindus, Sikhs, Muslimen und Christen gleichermaßen rezitiert, gesungen und von den indischen Radiostationen ausgestrahlt. Es gibt zahlreiche Buchausgaben sowie CDs mit Vertonungen der Lieder, und Mirabais Leben ist Gegenstand eines Spielfilms.

## Leben
Geboren als Tochter des Rajputen-Herrschers von Merta in Nordindien, verschrieb sich Mirabai schon als Kind der Verehrung Krishnas und betrachtete sich als dessen Gattin seit vielen Leben. 1516 wurde die Prinzessin mit dem Sohn des Herrschers von Mewar (heute in Rajasthan) verheiratet, einem Fürsten der Rajputen vom Klan der Sisodiyas, ohne dass sie sich gegen diese politische Heirat wehren konnte. Mirabai erklärte ihrem jungen Gatten Bhojraj, dass sie Krishnas Gattin sei, und weigerte sich, die Ehe zu vollziehen. Während ihr Ehemann Verständnis zeigte, ihr einen Tempel bauen ließ und eine zweite Frau heiratete, erregte die Weigerung das Missfallen der königlichen Schwiegerfamilie. Dieses Missfallen wurde noch verstärkt, als Mirabai die Verehrung der Schutzgöttin der Sisodiyas vernachlässigte. Als Bhojraj dreizehn Jahre später in kriegerischen Auseinandersetzung starb, verlangte sein Bruder als der Nachfolger ihres Ehemannes von ihr den Suizid mittels Gift. Sie soll den Becher ohne Schaden ausgetrunken haben. Die Legende berichtet, Krishna habe den Gifttrank in Nektar verwandelt. Auch zwei Mordanschläge überlebte sie und zeitweise wurde sie gefangen gehalten. Schließlich verließ Mirabai den Königshof und wanderte zwei Jahre lang, bis nach Vrindavan, dem Ort von Krishnas Kindheit, wo sie bei dem Heiligen und Guru Sanantan Zuflucht suchte. Ihr weiteres Leben liegt im Dunkeln. Nach einigen Quellen soll sie 1546 gestorben sein, andere besagen, dass sie zwanzig Jahre länger lebte.

## Werk

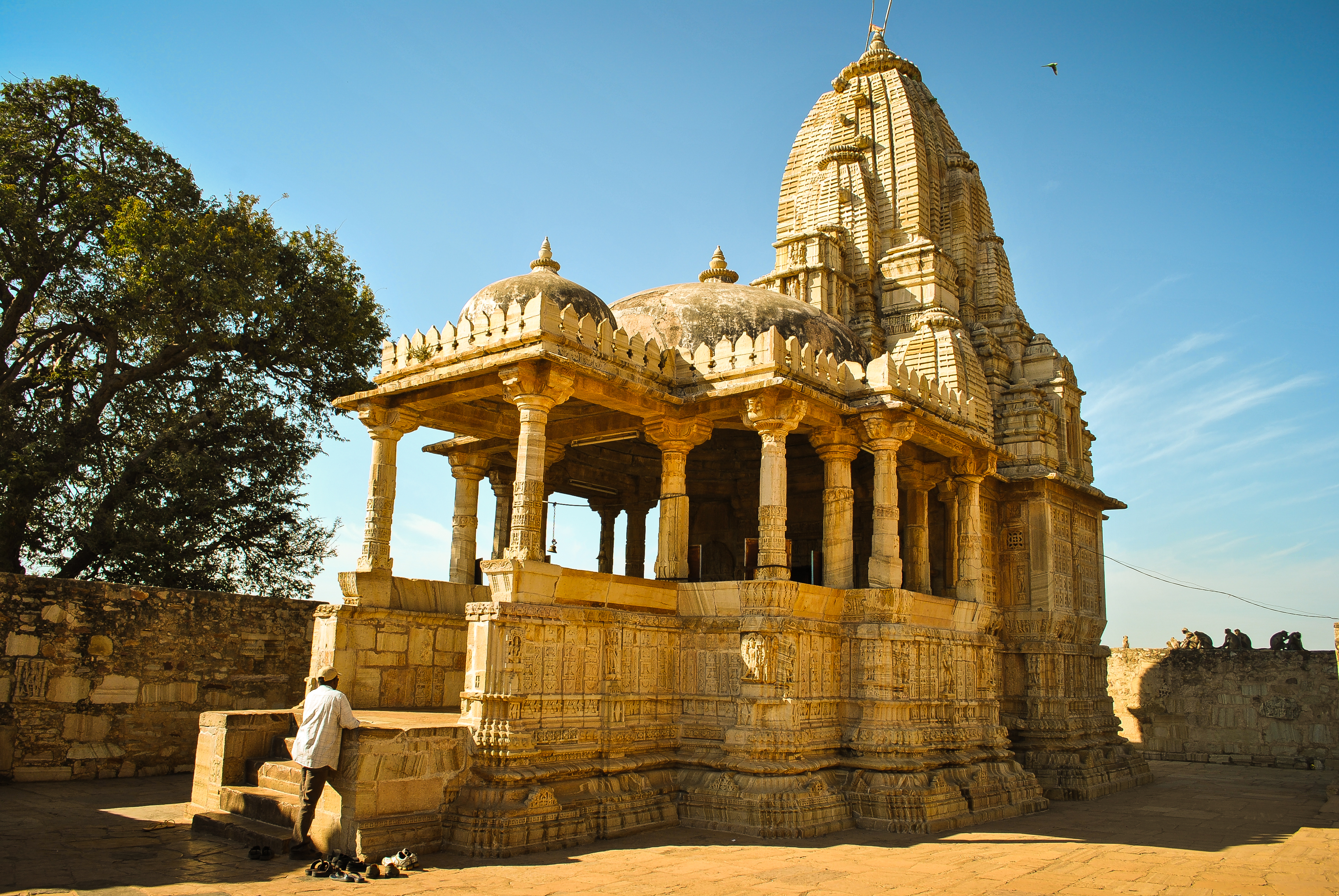
Meeras Tempel in Chittorgarh, Rajasthan

Mirabai gehört zu den Dichtern der Bhakti-Tradition, einer mystisch-religiösen Bewegung in Nordindien im 13.–17. Jahrhundert. Die Anhänger dieses Weges lösten sich von den festen Ritualen und Zeremonien des Brahmanismus und vom strengen Kastendenken. Für sie gab es vor Gott keine Unterschiede, und man wollte sich ihm direkt nähern, ohne Einhaltung strenger Riten oder der Vermittlung von Priestern. Diese Bhakti-Tradition ist vergleichbar mit den muslimischen Sufis sowie den christlichen Nonnen, die sich als 'Braut Christi' bezeichnen, etwa in den Versen der katholischen Mystikerin Teresa von Ávila.
Seit ihrer Kindheit verehrte Mirabai Krishna. In ihren Liebesversen preist sie die Schönheit ihres Geliebten, spricht ihn als Gattin an, als Geliebte und Dienerin. Sie ruft ihn mit immer  anderen Namen an – etwa 'Dunkler', wegen seines dunklen Teints (nach hinduistischer Tradition ist Krishna von blauer Hautfarbe). Viele Verse Mirabais spielen auf die legendären Episoden aus Krishnas Kindheit und Jugend in Vrindavan und Braj an. Oft dichtet sie aus dem Blickwinkel der Kuhhirtinnen, die alle in Krishna, den Frauenliebling, verliebt waren und ihm immer wieder seine Neckereien und Streiche verziehen. Von Mirabai sind über tausend Lieder überliefert. Die textkritische Chaturvedi-Ausgabe beschränkt die Auswahl der Verse auf 202, die als authentisch gelten können.
Mirabai war bereits eine bekannte Persönlichkeit, als sie ihre Lobpreisungen, die Bhajan und Kirtan, in Mewar im Tempel außerhalb der Palastanlagen vor Pilgern sang. Es liegt nahe, dass die Pilger ihre Lieder über Rajasthan hinaustrugen, wo Generationen sie, eingefärbt in die jeweiligen Regionalsprachen, mündlich überlieferten und oftmals frei nachdichteten. Wahrscheinlich wurden ihre Lieder in weiten Teilen Nordindiens populär, noch bevor sie Rajasthan verließ, um in Braj (heute West Uttar Pradesh, Grenzregion zu Rajasthan) und Dwarka (Gujarat) zu leben.
Die mündlichen Traditionen und die Biographie der Dichterin haben dazu geführt, dass ihre Verse in mehreren Sprachen überliefert wurden, hauptsächlich in Rajasthani, Braj und Gujarati. Spuren von Panjabi, Hindi und sogar östlichen Sprachen lassen sich in ihnen finden. Fast alle Verse Mirabais sind als Lieder erhalten, deren Tonfolgen (Ragas, Raginis) festgelegt sind. Die Verse sind in Metren verfasst, deren strenge Form zugunsten der Vertonung nicht immer durchgehalten wurde. Die erste Zeile der Lieder dient als Verstitel und ist zugleich der Refrain. Die letzte Zeile erwähnt immer den Namen der Dichterin und gilt darum als ihr Siegel.

## Bibliographie

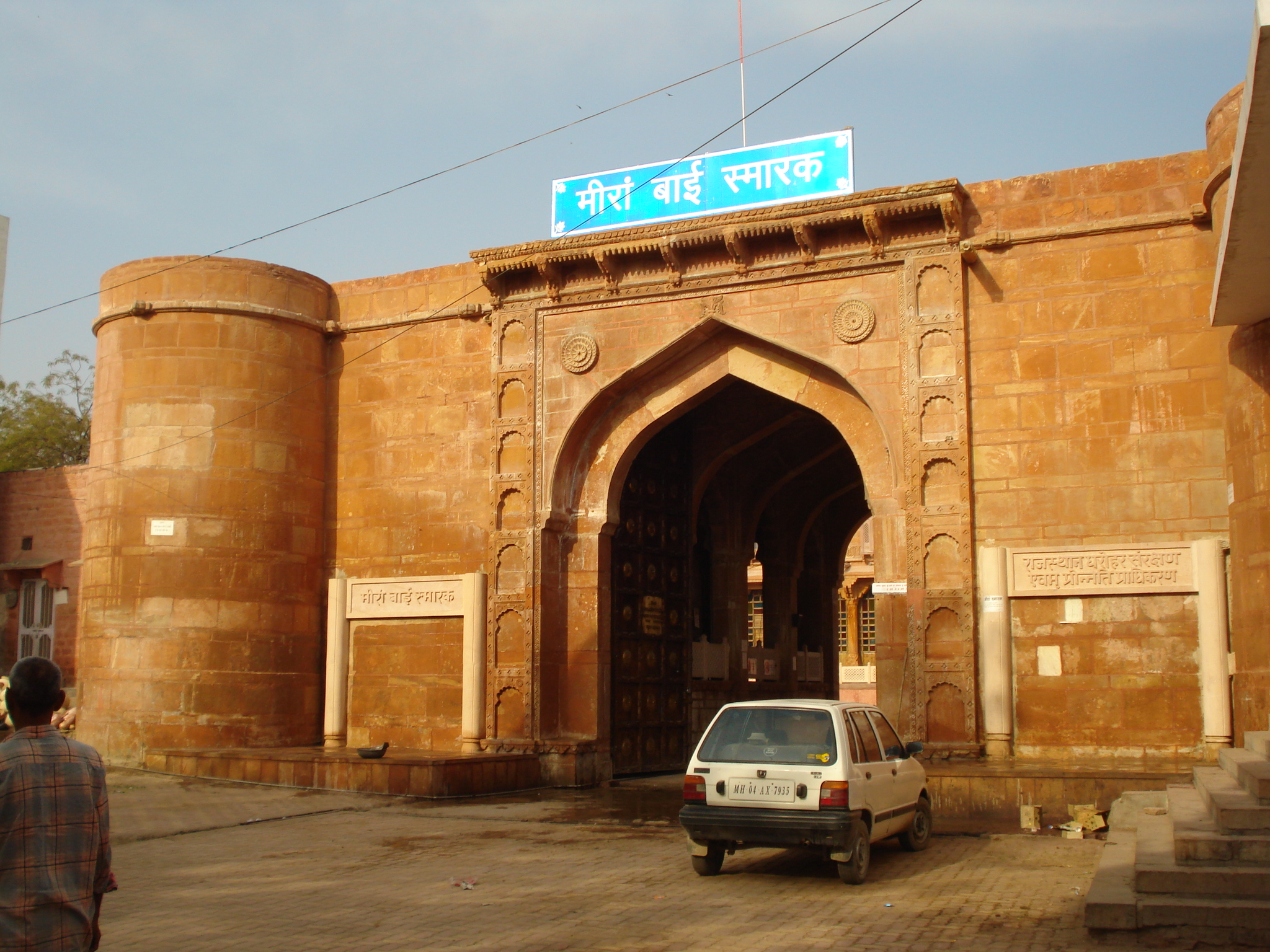
Mirabai-Museum, Merta, Distrikt Naugur

- Mirabai: Liebesnärrin. Die Verse der indischen Dichterin und Mystikerin.. Aus dem Rajasthani übersetzt von Shubhra Parashar. Kelkheim, 2006 (ISBN 3-935727-09-7)
- Caturvedī, Ācārya Parashurām(a): Mīrāŉbāī kī padāvalī. (16. Auflage), Prayāg 1976
- Alston, A.J.: The Devotional Poems of Mīrābāī. Delhi 1980
- Bly, Robert / Hirshfield, Jane: Mīrābāī: Ecstatic Poems. Boston, Massachusetts 2004
- Levi, Louise Landes: Sweet On My Lips: The Love Poems of Mirabai. New York 1997
- Schelling, Andrew: For Love of the Dark One: Songs of Mirabai. Prescott, Arizona 1998
- Goetz, Hermann: Mira Bai: Her Life and Times. Bombay 1966

## Film
- Anjali Panjabi, A Few Thing I Know About Her, 2002[1]